# ホリー・ライダー
ホリー・ライダー（Holly Ryder, 本名 Lisa Marie Abato, 1970年12月23日 - ）は、アメリカ合衆国のポルノ女優。

## 来歴・人物
1990年にデビューし、約200本の作品に出演した。彼女は、大きな陰核であることで知られた。
1998年に引退後は、反ポルノ運動に取り組み始め、熱心に活動した。